# Língua urartita
Urartiano ou urartita é uma língua hurro-urartiana extinta. Era falada pelos habitantes do antigo Reino de Urartu (Biaini ou Biainili em urartiano), que era centrado na região ao redor do Lago de Vã e tinha sua capital, Tuspa, perto do sítio da atual cidade de Vã nas terras altas da Armênia, agora na região da Anatólia Oriental da Turquia. Sua prevalência passada é desconhecida. Enquanto alguns pensam que provavelmente era dominante ao redor do Lago de Vã e nas áreas ao longo do vale superior do Zabe, outros acreditam que era falado por uma população relativamente pequena que compreendia uma classe dominante. Atestado pela primeira vez no século IX a.C., o urartiano deixou de ser escrito após a queda de Urartu em 585 a.C. e presumivelmente foi extinto. Deve ter tido um longo contato com uma forma inicial do armênio e ter sido gradualmente substituído por ele, embora somente no século V d.C. que os primeiros exemplos escritos do armênio apareceram.